# Masayuki Iwamoto
Pour les articles homonymes, voir Iwamoto.
Masayuki Iwamoto (岩本 雅之, Iwamoto Masayuki), né en 1954, est un astronome amateur japonais de la ville de Awa.
C'est un découvreur prolifique d'astéroïdes, avec Toshimasa Furuta à l'observatoire Tokushima-Kainan (IAU-Code 872) dans la  préfecture de Tokushima. En janvier 2010, il avait co-découvert 6 astéroïdes.
L'astéroïde (4951) Iwamoto a été nommé en son honneur.
Il est également co-découvreur de la comète C/2018 V1 (Machholz-Fujikawa-Iwamoto) avec Donald Machholz et Shigehisa Fujikawa et des comètes C/2013 E2 (Iwamoto), C/2018 Y1 (Iwamoto) et C/2020 A2 Iwamoto.
| (4835) Asaeus               | 29 janvier 1989  |
| (5399) Awa                  | 29 janvier 1989  |
| (5581) Mitsuko              | 10 février 1989  |
| (6383) Tokushima            | 12 décembre 1988 |
| (9943) Bizan                | 29 octobre 1989  |
| (27714) Dochu               | 29 janvier 1989  |
| - [1] avec Toshimasa Furuta |                  |